# Михайловка (Біжбуляцький район)
Миха́йловка (рос. Михайловка, башк. Михайловка) — село у складі Біжбуляцького району Башкортостану, Росія. Адміністративний центр Михайловської сільської ради.
21 червня 2006 року до складу села було включене село Новомихайловський (до 17 грудня 2004 року смт у підпорядкуванні міста Белебей).
Населення — 1172 особи (2010; 1472 в 2002).
Національний склад:
- чуваші — 74 %[5]